# Unbreakable (álbum de Backstreet Boys)
| Críticas profissionais | Críticas profissionais |
| Avaliações da crítica  | Avaliações da crítica  |
| Fonte                  | Avaliação              |
| ---------------------- | ---------------------- |
| About.com              | [ 1 ]                  |
| allmusic               | [ 2 ]                  |
| Billboard Magazine     | (positiva)             |
| Common Sense Media     | [ 4 ]                  |
| Entertainment.ie       | [ 5 ]                  |
| Rolling Stone          | [ 6 ]                  |
| Live Daily             | (positiva)             |

Unbreakable é o sexto álbum de estúdio da banda pop Backstreet Boys, lançado em Outubro de 2007, é o primeiro álbum do grupo sem Kevin Richardson, que esteve em hiato como membro do grupo entre 2006 e 2011. O álbum tem recebido ótimas críticas e vem se mostrando um sucesso da música pop.

## Sobre o álbum
Em julho de 2007 foi anunciado que os Backstreet Boys lançariam seu novo álbum em 30 de outubro desse mesmo ano, seu primeiro álbum inédito em dois anos. Os títulos cogitados para o álbum foram End to Beginning e Motivation, até que Brian Littrell e AJ McLean confirmaram em 13 de agosto que o álbum se chamaria Unbreakable. Os produtores desse álbum são Dan Muckala, quem produziu o single "Incomplete", do álbum anterior, Never Gone, e Rob Wells. Este é o primeiro álbum sem Kevin Richardson, que saiu temporariamente do grupo em 2006.
Numa entrevista para a revista INROCK, Brian revelou que o álbum teria vários estilos musicais, combinando o som que eles faziam nos anos 90 com o novo estilo da banda, mais para o pop rock. A banda coescreveu cinco canções do álbum.
No Japão, o álbum ficou em 1º lugar de vendas, com 102.043 copias na primeira semana. Nos Estados Unidos, o álbum estreou em 7º lugar, vendendo cerca de 81.000 copias na primeira semana.
O vídeo "Helpless When She Smiles", segundo single do álbum, foi filmado no dia 13 de novembro de 2007 no Joshua Tree National Park, Califórnia. O vídeo estreou no Yahoo! Music em 12 de dezembro de 2007.

## Faixas
| Edição standard |                                   |                                                                                                 |         |  |
| N.º             | Título                            | Compositor(es)                                                                                  | Duração |  |
| 1.              | "Intro"                           | Brian Littrell, A.J. McLean, Howie Dorough, Nick Carter, Dan Muckala                            | 1:03    |  |
| 2.              | "Everything But Mine"             | Jess Cates, Dan Muckala, Lindy Robbins                                                          | 4:09    |  |
| 3.              | "Inconsolable"                    | Jess Cates, Emanuel Kiriakou, Lindy Robbins, SibeRya                                            | 3:36    |  |
| 4.              | "Something That I Already Know"   | Zukhan Bey, Kara Dioguardi, David Hodges, Mitch Allan                                           | 3:29    |  |
| 5.              | "Helpless When She Smiles"        | Brett James, Christopher Lindsey, Aimee Mayo, Troy Verges                                       | 4:04    |  |
| 6.              | "Any Other Way"                   | Jess Cates, Dan Muckala, Lindy Robbins                                                          | 3:26    |  |
| 7.              | "One in a Million"                | Brian Littrell, A.J. McLean, Howie Dorough, Nick Carter, Jess Cates, Dan Muckala, Lindy Robbins | 3:35    |  |
| 8.              | "Panic"                           | Nick Carter, Howie Dorough, Brian Littrell, A.J. McLean, Billy Mann, Dan Muckala                | 2:55    |  |
| 9.              | "You Can Let Go"                  | Jess Cates, Dan Muckala, Lindy Robbins                                                          | 3:35    |  |
| 10.             | "Trouble Is"                      | D. Mescall, Martin Sutton, P. Sheyne                                                            | 3:37    |  |
| 11.             | "Treat Me Right"                  | A.J. McLean, JC Chasez, T. Feemster                                                             | 4:12    |  |
| 12.             | "Love Will Keep You Up All Night" | Dave Schuler, Billy Mann, Brian Paturalski, Larry Gold                                          | 4:17    |  |
| 13.             | "Unmistakable"                    | Adam Anders, Nikki Hassman, Dan Muckala                                                         | 3:49    |  |
| 14.             | "Unsuspecting Sunday Afternoon"   | Nick Carter, Howie Dorough, Brian Littrell, A.J. McLean, Billy Mann, Dan Muckala                | 3:24    |  |

| Edição Deluxe |                 |                                             |         |  |
| N.º           | Título          | Compositor(es)                              | Duração |  |
| 15.           | "Downpour"      | Jess Cates, Emanuel Kiriakou, Lindy Robbins | 3:24    |  |
| 16.           | "In Pieces"     | Jess Cates, Dan Muckala, Lindy Robbins      | 3:45    |  |
| 17.           | "Nowhere to Go" | Rob Wells, Jess Cates, Lindy Robbins        | 2:52    |  |

| Edição "Asian Tour Edition" |                                                     |                                                           |         |  |
| N.º                         | Título                                              | Compositor(es)                                            | Duração |  |
| 15.                         | "Downpour"                                          | Jess Cates, Emanuel Kiriakou, Lindy Robbins               | 3:24    |  |
| 16.                         | "In Pieces"                                         | Jess Cates, Dan Muckala, Lindy Robbins                    | 3:45    |  |
| 17.                         | "Nowhere to Go"                                     | Rob Wells, Jess Cates, Lindy Robbins                      | 2:52    |  |
| 18.                         | "Inconsolable" (Jason Nevins Radio Mix)             | Jess Cates, Emanuel Kiriakou, Lindy Robbins               | 3:37    |  |
| 19.                         | "Helpless When She Smiles" (Jason Nevins Radio Mix) | Brett James, Christopher Lindsey, Aimee Mayo, Troy Verges | 4:24    |  |
| 20.                         | "Satellite"                                         | Dan Muckala, Ralf Hamm                                    | 3:28    |  |

| DVD bônus da "Asian Tour Edition" |                                                       |         |  |
| N.º                               | Título                                                | Duração |  |
| 1.                                | "Inconsolable" (vídeoclipe)                           | 3:40    |  |
| 2.                                | "Inconsolable" (bastidores do vídeoclipe)             | 45:15   |  |
| 3.                                | "Helpless When She Smiles" (vídeoclipe)               | 4:05    |  |
| 4.                                | "Helpless When She Smiles" (bastidores do vídeoclipe) | 30:02   |  |
| 5.                                | "9 Days In Tokyo" (9 Dias em Tóquio - documentário)   |         |  |

## Desempenho nas paradas e certificações
| Parada musical                                     | País           | Posição       | Certificado    | Vendas      |
| -------------------------------------------------- | -------------- | ------------- | -------------- | ----------- |
| United World Chart                                 | Mundo          | 3             |                | 1,073,000+1 |
| Argentina Albums Chart                             | Argentina      | 6             | [ 15 ]         | < 20,000    |
| ARIA Charts                                        | Austrália      | 25            |                |             |
| Austria Albums Chart                               | Austria        | 21            |                |             |
| Brasil Top 30 Venda de CDs                         | Brasil         | 1 (2 semanas) |                | 16,500      |
| Canada Albums Chart                                | Canadá         | 2             | Ouro e Platina | 50,000+     |
| Estônia Top 100 Albums Chart                       | Estônia        | 11            |                |             |
| Finlândia Top 40 Álbum                             | Finlândia      | 27            |                |             |
| Alemanha Albums Chart                              | Alemanha       | 4             |                | 58,000      |
| Irlanda Albums Chart                               | Irlanda        | 26            |                |             |
| Federação da Indústria Italiana de Música          | Itália         | 15            |                | 28,000      |
| Oricon Albums Chart                                | Japão          | 1 (2 semanas) | Platina        | 359,820²    |
| Japão Oricon International Albums Chart            | Japão          | 1 (4 semanas) | Platina        | 359,820²    |
| Japão Soundscan Total Album Ranking Top 20         | Japão          | 1 (2 semanas) | Platina        |             |
| Japão Soundscan International Album Ranking Top 20 | Japão          | 1 (4 semanas) | Platina        |             |
| Dutch Albums Chart                                 | Países Baixos  | 10            |                |             |
| México Albums Chart                                | México         | 24            |                |             |
| Portugal Álbum Top 30                              | Portugal       | 17            |                |             |
| G-Music Western Chart Weekly Top 20                | China (Taiwan) | 1 (2 semanas) |                |             |
| Singapura Albums Chart                             | Singapura      | 4             |                |             |
| Hanteo Chart Weekly Pop                            | Coreia do Sul  | 2             |                | 6,100³      |
| Espanha Álbum Top 100                              | Espanha        | 7             | Ouro           | 56,000      |
| Suécia Top 60                                      | Suécia         | 28            |                |             |
| Suíça Álbum Charts                                 | Suíça          | 6             |                | <10,000     |
| Reino Unido Albums Chart                           | Reino Unido    | 21            |                | 58,504      |
| Billboard 200                                      | Estados Unidos | 7             |                | 124,660+4   |
| Billboard Top Digital Albums                       | Estados Unidos | 5             |                |             |
| Billboard Top Internet Albums                      | Estados Unidos | 10            |                |             |
| Turquia Álbum Charts                               | Turquia        | 1             |                | 22,859      |
| Venezuela Álbum Charts                             | Venezuela      | 19            |                |             |

## Datas de lançamento
| Região          | Data de lançamento     |
| --------------- | ---------------------- |
| Japão           | 24 de outubro de 2007  |
| Bélgica         | 26 de outubro de 2007  |
| Alemanha        | 26 de outubro de 2007  |
| Itália          | 26 de outubro de 2007  |
| Polônia         | 26 de outubro de 2007  |
| Finlândia       | 26 de outubro de 2007  |
| Holanda         | 26 de outubro de 2007  |
| Noruega         | 26 de outubro de 2007  |
| Suécia          | 26 de outubro de 2007  |
| Austrália       | 27 de outubro de 2007  |
| Áustria         | 27 de outubro de 2007  |
| Dinamarca       | 27 de outubro de 2007  |
| Irlanda         | 27 de outubro de 2007  |
| Nova Zelândia   | 27 de outubro de 2007  |
| Suíça           | 27 de outubro de 2007  |
| República Checa | 29 de outubro de 2007  |
| França          | 29 de outubro de 2007  |
| Grécia          | 29 de outubro de 2007  |
| Portugal        | 29 de outubro de 2007  |
| Espanha         | 29 de outubro de 2007  |
| Ucrânia         | 29 de outubro de 2007  |
| Reino Unido     | 29 de outubro de 2007  |
| Canadá          | 30 de outubro de 2007  |
| México          | 30 de outubro de 2007  |
| Estados Unidos  | 30 de outubro de 2007  |
| Israel          | 31 de outubro de 2007  |
| Tailândia       | 31 de outubro de 2007  |
| China           | 2 de novembro de 2007  |
| Hong Kong       | 2 de novembro de 2007  |
| Filipinas       | 2 de novembro de 2007  |
| Malásia         | 2 de novembro de 2007  |
| Taiwan          | 2 de novembro de 2007  |
| Vietnã          | 2 de novembro de 2007  |
| Rússia          | 5 de novembro de 2007  |
| Brasil          | 10 de novembro de 2007 |
| Indonésia       | 16 de novembro de 2007 |
| Índia           | 22 de novembro de 2007 |
| Coreia do Sul   | 22 de novembro de 2007 |
| Singapura       | 22 de novembro de 2007 |